# Mangaturuturu Rapids
Die Mangaturuturu Rapids sind Stromschnellen des Mangaturuturu River an der Südwestflanke des Vulkans Ruapehu im Tongariro-Nationalpark auf der Nordinsel Neuseelands. Sie liegen unweit der Mangawhero Falls. Ihre Fallhöhe beträgt rund 30 Meter.
Die Stromschnellen werden vom Round the Mountain Track, der Umwanderung des Ruapehu, gekreuzt. Vom Parkplatz an der Ohakune Mountain Road, an dem der Weg zur Mangaturuturu Hut ausgeschildert ist, bedarf es einer Gehzeit von etwa 45 Minuten zu den oberen und weiteren 20 Minuten zu den unteren Stromschnellen.